# Toppkeller
De Toppkeller, ook wel bekend als Monmartre im Toppkeller of de Topp, was een bar voor lesbische vrouwen in Berlijn, die met name populair was eind jaren 1920, begin jaren 1930. De Topp was een van de grotere zaken die een homoseksueel publiek bediende en was daarmee redelijk vergelijkbaar met Eldorado, dat meer gericht was op het mannelijke homoseksuele segment. Net als Eldorado trok de Toppkeller een ruimer publiek aan dan enkel homoseksuelen. Onderzoeker en journalist Jeff Mannes omschreef de Topp wel als 'de beroemdste bar in de lesbische scene' in de jaren 1920.

## Locatie
De Toppkeller was te vinden aan de Schwerinstraße 13. De Schwerinstraße was in Berlin-Schöneberg, waar na 1927 ook Eldorado gevestigd was en dat nog altijd een sterke binding met de lhbti+-gemeenschap heeft.
De Topp lag enigszins verborgen, de bezoek(st)er moest drie poorten door voor de ingang gevonden werd.

## Clientèle
De bar was in eerste instantie gericht op vrouwen die op vrouwen vielen en trok veel bekende biseksuele en lesbische vrouwen aan. Zo frequenteerden Claire Waldoff, Anita Berber, Celly de Rheydt en zelfs Marlene Dietrich de bar. Ook zogeheten Heilsarmee-Mädchen, prostituees die hun klanten voornamelijk vonden onder de lesbische bezoeksters, waren te vinden in de bar.
Ondanks deze primaire clientèle, waren in de bar ook veel heteroseksuelen en mannen te vinden, maar ook stellen bezochten gezamenlijk de bar. Soms zochten deze stellen een dominatrix. Bdsm en dominatrices waren nauw betrokken bij de bar.
De toegang was slechts 30 pfennig, of zelfs gratis, wat de bar voor veel lagen van de bevolking aantrekkelijk maakte. Men vond er daardoor mensen uit de hogere klassen, maar ook vrouwen uit de werkende klasse.